# Bai Yang (Tischtennisspielerin)
Bai Yang (chinesisch 白楊 / 白杨, Pinyin Bái Yáng; * 13. Juni 1984 in Baoding, Hebei) ist eine ehemalige chinesische Tischtennisspielerin. Sie ist zweifache Vize-Weltmeisterin im Mixed.

## Werdegang
Bai Yang begann im Alter von 5 Jahren zu spielen, trat 1994 in ihr Provinz- und Gemeindeteam ein und wurde 1997 in die Nationalmannschaft aufgenommen. Erstmals international trat Bai Yang im Jahr 2000 auf. Im selben Jahr gewann sie mit Niu Jianfeng Gold bei den Swedish Open. Ein Jahr später nahm sie erstmals an einer Weltmeisterschaft teil, wo sie sich eine Bronzemedaille im Mixed zusammen mit Zhan Jian sicherte. Auf der Pro Tour holte sie 2002 unter anderem Gold bei den Korea Open sowie Bronze im Doppel bei den China Open. 2003 wurde Bai mit Liu Guozheng im Mixed Vize-Weltmeisterin, 2005 gelang dieser Erfolg erneut. Im Jahr 2004 wurde sie mit Fan Ying, Li Nan und Hou Yingchao für kurze Zeit von der chinesischen Nationalmannschaft ausgeschlossen, da sie laut Berichten eine Beziehung mit Ma Lin gehabt haben soll. Nach 2005 verschwand sie von der internationalen Bühne. 2010 beendete die Chinesin ihre Karriere komplett und trat der Sportbrigade der Politischen Abteilung der Volksbefreiungsarmee bei.

## Turnierergebnisse
Quelle: ITTF-Datenbank
| Verband | Veranstaltung     | Jahr | Ort             | Land | Einzel     | Doppel     | Mixed      | Team |
| ------- | ----------------- | ---- | --------------- | ---- | ---------- | ---------- | ---------- | ---- |
| CHN     | Pro Tour          | 2005 | Yokohama        | JPN  | letzte 16  | Gold       |            |      |
| CHN     | Pro Tour          | 2003 | Guangzhou       | CHN  | Halbfinale | Gold       |            |      |
| CHN     | Pro Tour          | 2003 | Zagreb          | CRO  | letzte 16  | Silber     |            |      |
| CHN     | Pro Tour          | 2002 | Qingdao         | CHN  | letzte 16  | Halbfinale |            |      |
| CHN     | Pro Tour          | 2002 | Gangneung       | KOR  | letzte 32  | Gold       |            |      |
| CHN     | Pro Tour          | 2001 | Skövde          | SWE  | Halbfinale |            |            |      |
| CHN     | Pro Tour          | 2001 | Fort Lauderdale | USA  | letzte 16  |            |            |      |
| CHN     | Weltmeisterschaft | 2005 | Shanghai        | CHN  |            | Halbfinale | Silber     |      |
| CHN     | Weltmeisterschaft | 2003 | Paris           | FRA  |            |            | Silber     |      |
| CHN     | Weltmeisterschaft | 2001 | Osaka           | JPN  |            |            | Halbfinale |      |